# Российское бюро филателии
Росси́йское бюро́ филатели́и (РБФ) — специальная организация при Народном комиссариате почт и телеграфов (НКПТ) РСФСР в 1921—1924 годах. Первое советское государственное учреждение, ведавшее всеми вопросами филателии.

## История
В 1921 году часть сотрудников Наркомпочтеля провела через Малый СНК проект о создании Российского бюро филателии при Наркомпочтеле. Бюро, в которое вошли главным образом чиновники НКПТ, было создано 26 сентября 1921 года. На него были возложены вопросы организации и развития филателии с использованием возможностей почтового ведомства. РБФ при НКПТ стало первой государственной филателистической организацией, в круг обязанностей которой входило «изъятие всего филателистического материала от других ведомств, классификация его и передача соответствующим ведомствам». Бюро следило за сохранением и развитием интересов государства в филателистической области и проводило «в жизнь все государственные задания в области коллекционирования знаков почтовой, гербовой и прочих видов оплаты». Некоторое время РБФ занималось подготовкой проектов знаков почтовой оплаты, принимало участие в организации их выпуска.
С организационной точки зрения РБФ представляло собой своеобразную фирму. Подчиняясь непосредственно Наркомпочтелю, оно не имело самостоятельного выхода на внешний рынок и весь собранный филматериал должно было передавать Народному комиссариату внешней торговли (НКВТ) для последующей реализации, поскольку декретом от 1921 года НКВТ предоставлялось исключительное право вести все торговые операции за рубежом. Однако деятельность РБФ показала, что его членам вовсе и не нужно было иметь право торговли с заграницей. Используя неясную ситуацию в сфере филателии, они старались выжать из неё всё возможное для личного обогащения. Главным являлись торгово-обменные операции под видом пополнения государственной коллекции. Неоднократные требования НКВТ передать ему филателистические запасы игнорировались.
Действия РБФ вынудили создать в 1922 году межведомственное совещание государственных организаций, где было принято постановление, запрещающее Бюро любые торгово-обменные операции. Была разработана инструкция о ввозе и вывозе марок за пределы РСФСР, которую утвердили наркомы внешней торговли и почт и телеграфов. Однако саботаж работников почтово-телеграфного ведомства в отношении НКВТ продолжался.
Председателем РБФ до 1922 года был А. Зискинд. По итогам ревизии, проведённой Рабоче-крестьянской инспекцией, он был арестован и передан суду Ревтрибунала. Пост председателя занял член коллегии НКПТ А. В. Мусатов.
В 1922 году РБФ выступило в качестве одного из инициаторов создания Всероссийского общества филателистов.
Во второй половине 1924 года НКПТ внёс в Совнарком проект обязательного постановления о ликвидации РБФ и о порядке передачи его функций Организации Уполномоченного по филателии и бонам в СССР. В ноябре того же года РБФ было упразднено.